# موکندورف ویفینگ
موکندورف ویفینگ (به آلمانی: Muckendorf-Wipfing) یک منطقهٔ مسکونی در اتریش است که در ناحیه تولن واقع شده‌است. موکندورف ویفینگ ۶٫۲۷ کیلومتر مربع مساحت دارد ۱۷۳ متر بالاتر از سطح دریا واقع شده‌است.